# 2gether
2gether war eine US-amerikanisch-kanadische Fernsehserie, die erstmals im August 2000 in den USA auf MTV ausgestrahlt wurde. In Deutschland wurde die Serie ab 2002 ebenfalls auf MTV gezeigt.
Die Serie ist die Fortsetzung des gleichnamigen MTV-Films 2gether.

## Inhalt
Die Serie handelt von der fiktiven Boygroup 2gether, die hauptsächlich wirkliche Boygroups persifliert. Die Boygroup ist klischeehaft aus fünf verschiedenen Mitgliedern zusammengesetzt.

## Mitglieder
- Jason ‚Q.T.‘ Todd Mc Knight ist der Süße. Er ist der Jüngste und Unerfahrenste der Band und wird daher von allen anderen häufig vorgeführt. Er hat eine unheilbare Krankheit, von der er am liebsten auf Partys erzählt – mit dem Zusatz bald sterben zu müssen.
- Michael ‚Mickey‘ Alexander Parke Jr. ist der Rebell. Er ist ein Macho, der mit seinen frei erfundenen Frauengeschichten angibt. Häufig wird er für homosexuell gehalten. Er hat ein aufbrausendes Temperament und treibt die anderen so in den Wahnsinn. In Wirklichkeit ist er aber ein richtiges Weichei.
- Gerald ‚Jerry‘ Rictus O’Keefe ist der Herzensbrecher. Er ist der Frontmann der Band, aber leidet sehr darunter, seine große Liebe Erin nicht sehen zu dürfen. Denn er muss den Schein eines Singledaseins für seine Fans aufrechterhalten.
- Chadwin ‚Chad‘ Caligula Linus ist der Schüchterne. Er ist sehr naiv und leidet stark unter Lampenfieber. Sein Übungspublikum sind daher seine Stofftiere, ohne die er nicht schlafen kann. Außerdem ist er ein riesiger Star Wars Fan. Seit dem Tod seiner Eltern ist er abhängig von seinem älteren Bruder Doug. Er ist der jüngste von 18 Geschwistern (die anderen 17 sind im Alter von 34 bis 49 Jahren).
- Dougland ‚Doug‘ Tiberius Linus ist der ältere Bruder. Er ist der ältere Bruder von Chad und gehört mit seinen 34 Jahren nicht mehr wirklich zur Zielgruppe. Auch wenn die Plattenfirma ihn lieber gegen einen jüngeren eintauschen würde, hält die Band mit ihm als stärkstes Glied zusammen. Er ist vor allem für seinen kleinen Bruder Chad eine große Stütze, auch wenn er sich selbst, nachdem er von seiner Frau für einen Zahnarzt verlassen worden ist, als Verlierer sieht.

## Diskografie

### Alben
- 2gether (15. Februar 2000), 500.000-mal verkauft
- 2gether Again (29. August 2000)

### Singles
- The Hardest Part of Breaking Up (Is Getting Back Your Stuff) (29. August 2000)
- U + Me = Us (Calculus) (7. August 2001)

## Sonstiges
- Die Serie musste nach der zweiten Staffel eingestellt werden, da einer der Hauptdarsteller, Michael Cuccione, im Januar 2001 aufgrund von Lungenversagen verstarb. Im letzten Teil der zweiten Staffel wurde er bereits von einem anderen Schauspieler dargestellt, der jedoch nur in einem Schutzanzug auftrat.